# Brown, Boveri & Cie
La Brown, Boveri & Cie o Brown Boveri Company, altresì nota con la sigla BBC, era un'azienda elettrotecnica svizzera.
Fondata nel 1891 a Baden in Svizzera dall'inglese Charles Eugene Lancelot Brown e dal tedesco Walter Boveri che lavoravano alla Maschinenfabrik Oerlikon, nel 1988 si fuse con la svedese ASEA dando vita alla multinazionale ABB.

## Settori di attività

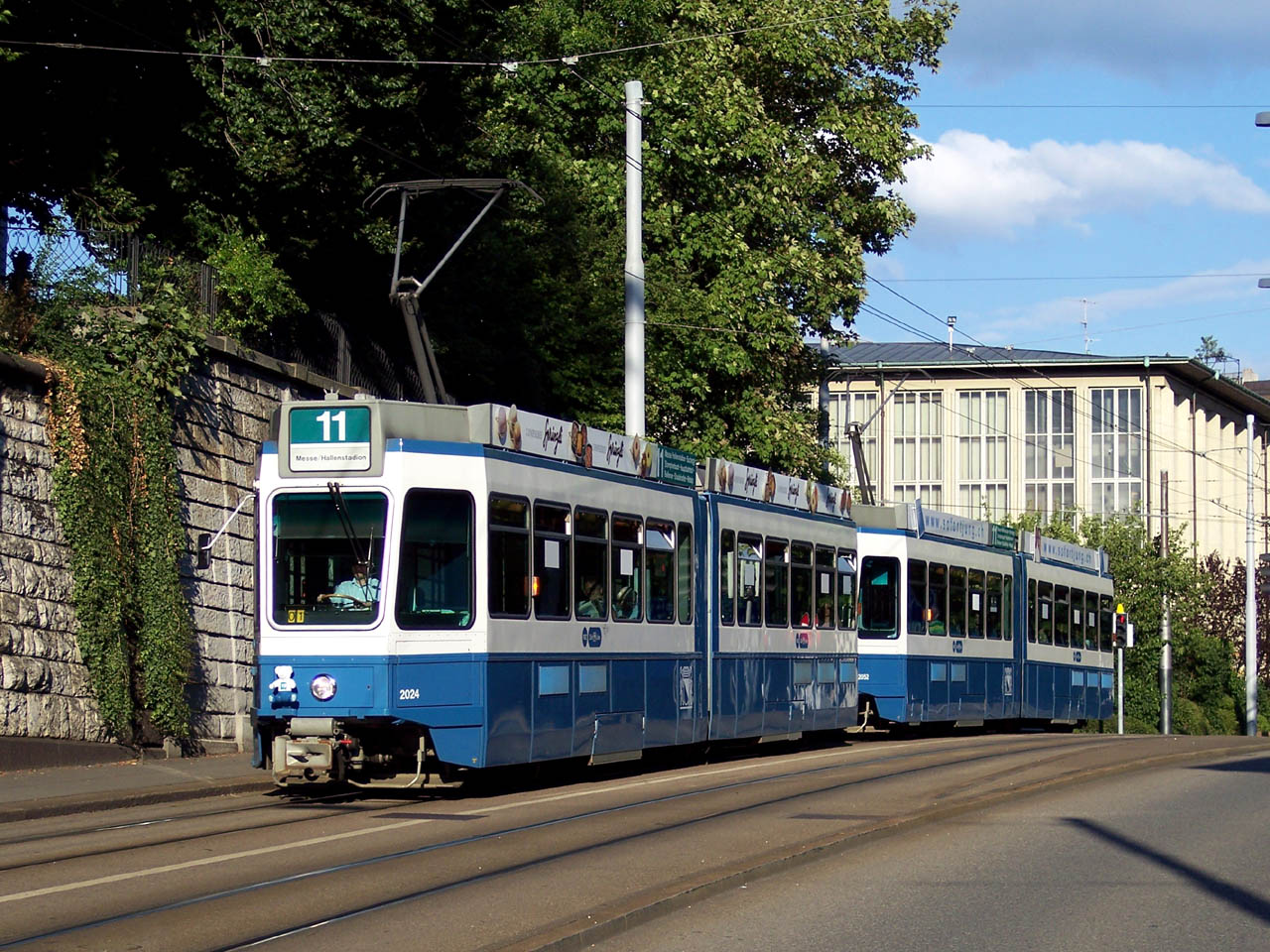
Tram 2000 di Zurigo

Nel corso degli anni la BBC progettò e realizzò azionamenti elettrici per i trasporti sia in campo ferroviaria che filoviario, fra cui a corrente continua, alternata e trifase, generatori, turbine a gas e trasformatori.
Fra i veicoli di trasporto urbano equipaggiati con azionamenti BBC compaiono i veicoli della serie "Tram 2000" della rete di Zurigo e quelli della metropolitana di Baltimora, nonché i filobus FBW GTr51 SWS BBC e Saurer 4TIILM BBC.
Tra i veicoli ferroviari dotati di analoghi equipaggiamenti compaiono numerosi rotabili delle Ferrovie Federali Svizzere quali gli elettrotreni RABDe 12/12 e le elettromotrici RBe 4/4 e RBDe 4/4.
L'azienda diversificò la produzione andando a coprire pressoché tutti i campi dell'elettrotecnica, spesso proponendo novità mondiali quali il turbocompressore nel 1923, la turbina a gas nel 1939, l'acceleratore a orbita circolare per elettroni nel 1951, in alcuni casi con potenze da primato (1300 MW per il turbogruppo a vapore del 1973, 240 MW per la turbina a gas del 1994).
Sempre la BBC ideò e produsse apparecchi a microonde, radio, strumenti di misura e componenti speciali come i magneti RECOMA, schermi LCD.

## Storia
Nel 1887 Charles Eugene Lancelot Brown, direttore tecnico della Maschinenfabrik Oerlikon (MFO), si mise in affari con il socio Walter Boveri, capo dei montaggi presso la stessa MFO il quale disponeva dei capitali necessari a finanziare un'impresa grazie al matrimonio contratto nel 1890 con la figlia dell'industriale della seta Conrad Baumann.

### Costituzione della società

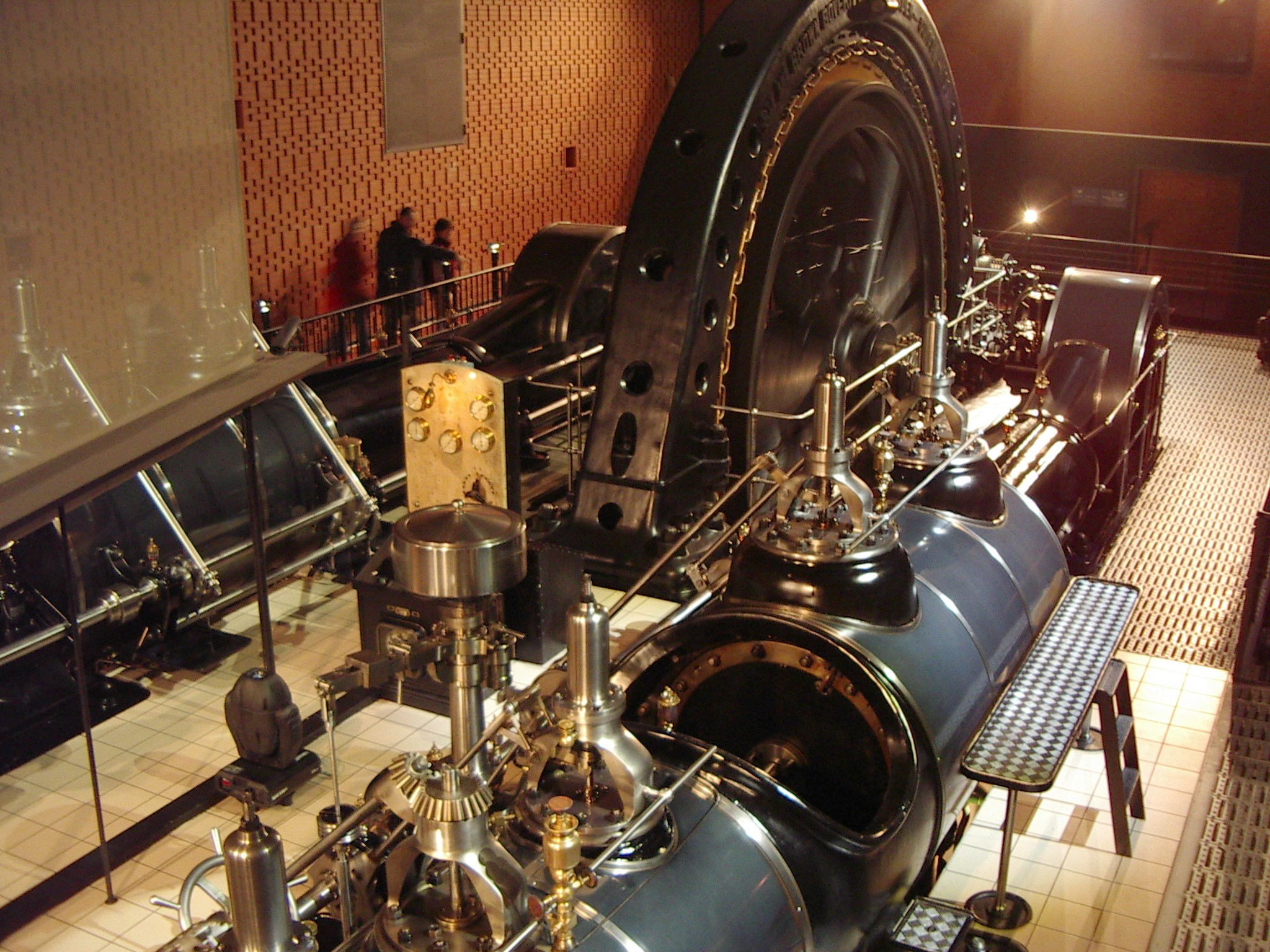
Generatore sincrono del 1901 conservato presso l'Électropolis-Museum di Mulhouse

Il 20 dicembre 1890 i due fondarono una società cui l'anno successivo si associarono i fratelli Karl e Louis Pfister, dando vita il 23 febbraio 1891 alla Wahl Badens, con sede a Baden; il 2 ottobre successivo la stessa, con la forma di società a nome collettivo, prese il nome di Brown, Boveri & Cie. Lo stabilimento di produzione venne inaugurato nel febbraio 1892.
Subito impegnata nello sfruttamento delle innovazioni tecnologiche nel settore elettrico, la BBC realizzò nel 1893 a Francoforte sul Meno la prima centrale termoelettrica d'Europa per la produzione di corrente alternata. In breve l'attività si diversificò, fondando ulteriori società quali la Motor-Columbus e la Nordostschweizerische Kraftwerke. Brown mise nel frattempo a punto numerosi brevetti che portarono alla realizzazione dei primi veicoli stradali e ferroviari ad azionamento elettrico.

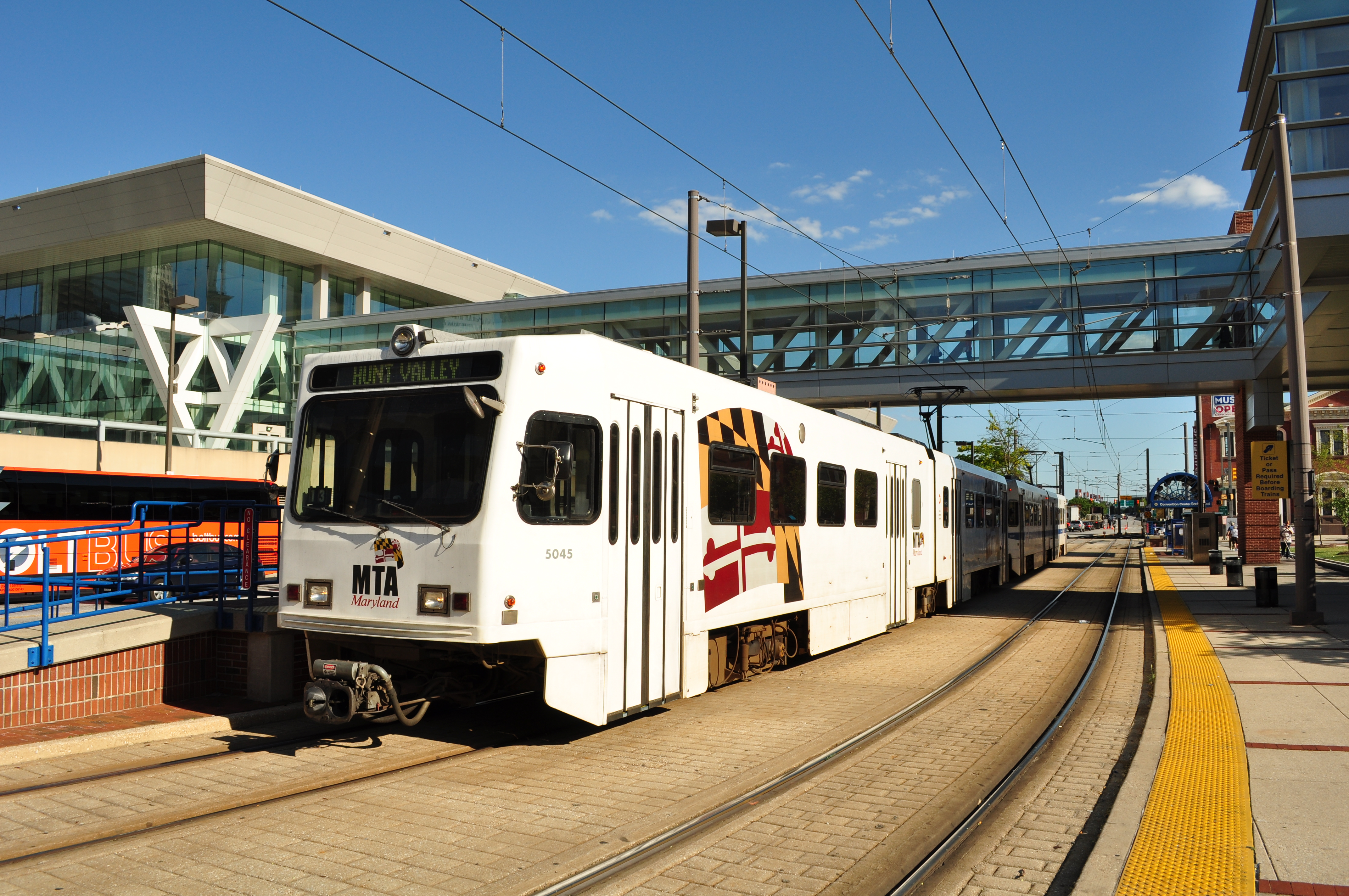
Veicolo della light rail di Baltimora

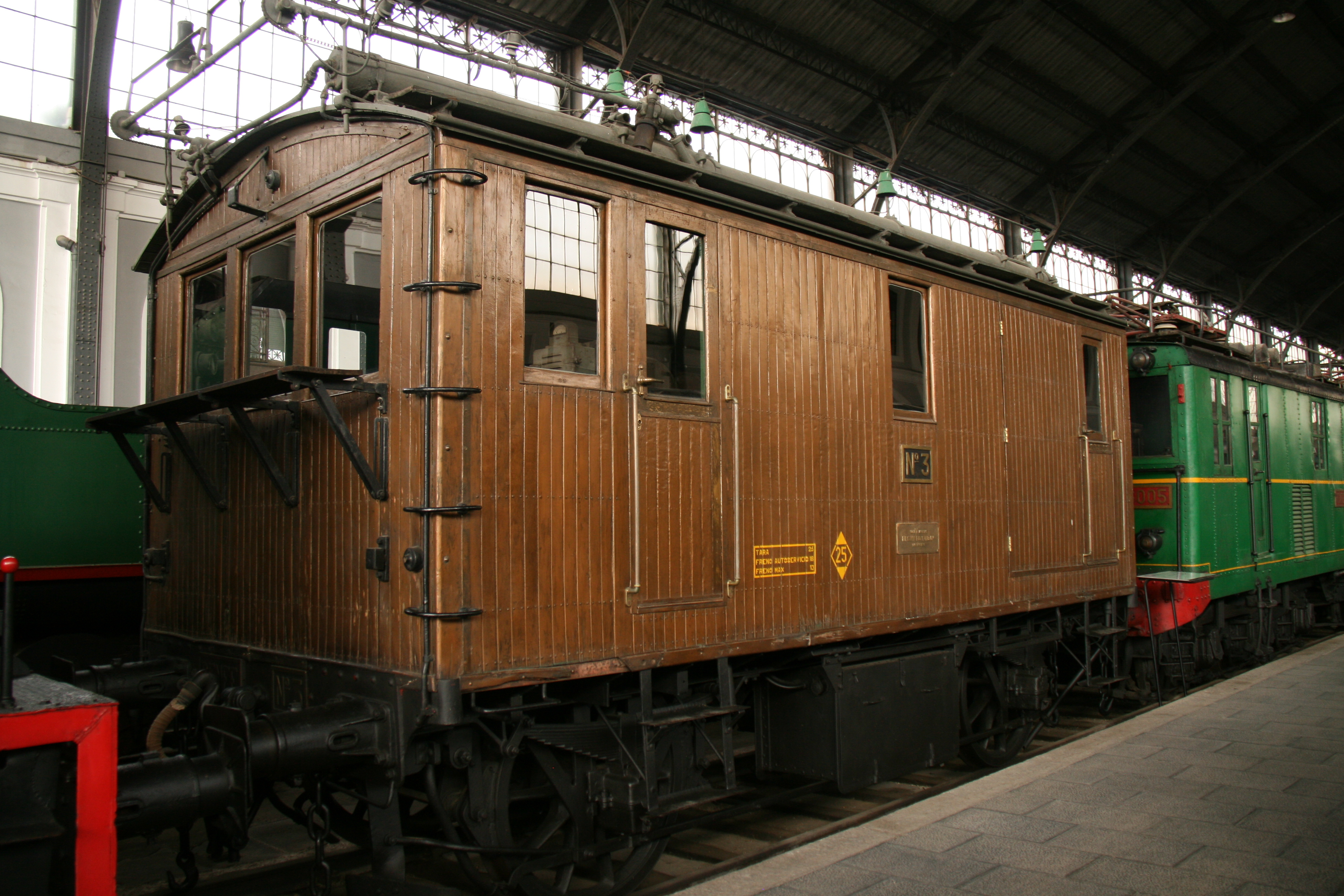
Locomotiva spagnola del 1911

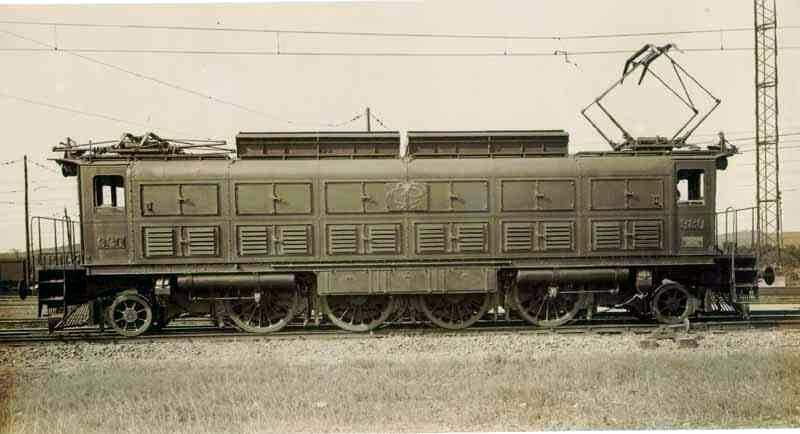
Locomotiva brasiliana del 1929

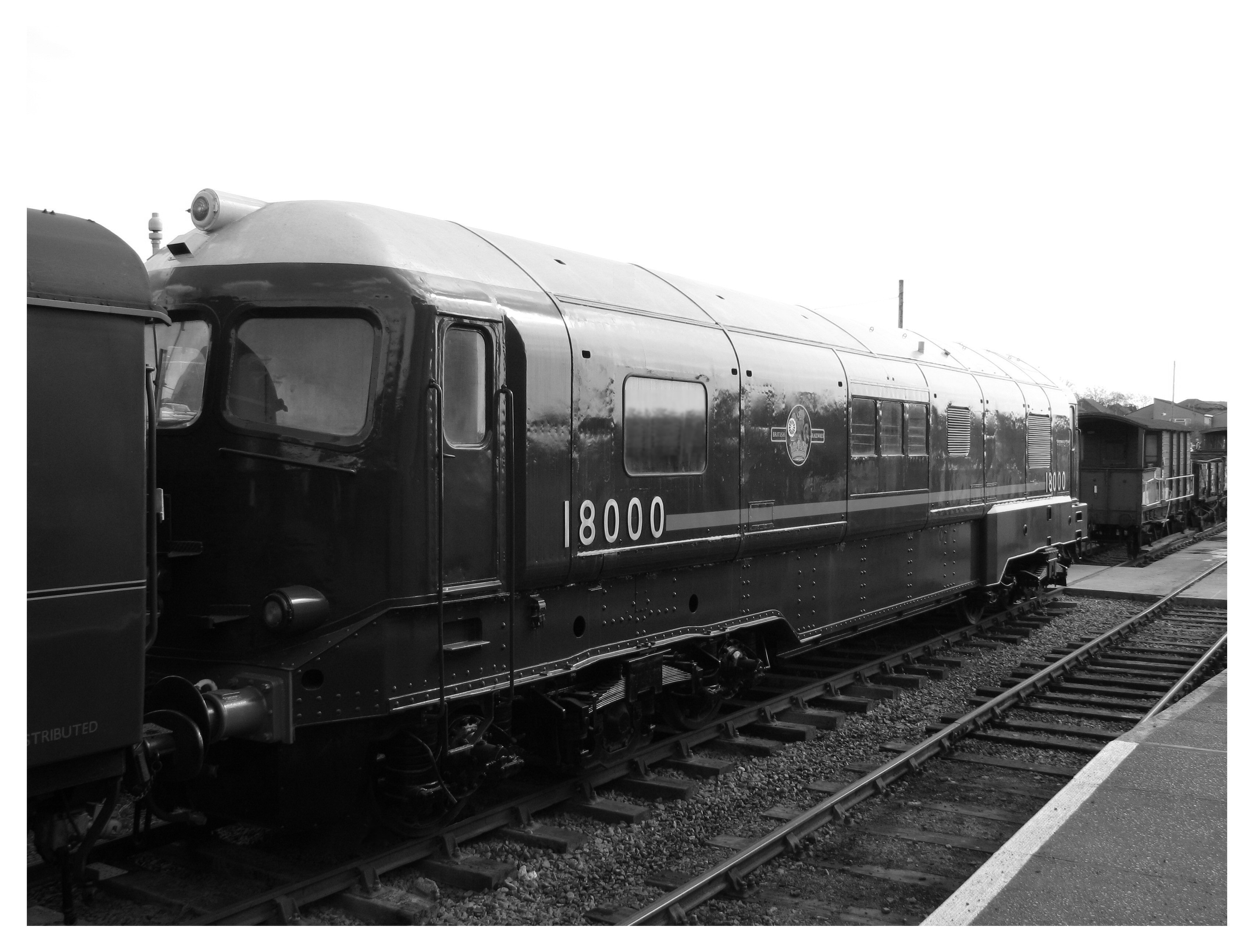
Locomotiva inglese del 1949

Nel 1900 la BBC divenne una società per azioni acquisendo una sede vicino a Baden presso Mannheim. Ulteriori società vennero fondate all'estero in 1901 Francia nel 1901 e in Italia nel 1903 grazie all'acquisizione delle officine Tecnomasio che presero il nome di Tecnomasio Italiano Brown Boveri.
Sempre nel 1901 l'azienda conobbe un rapido sviluppo grazie alla messa a punto di ritrovati tecnici quali il rotore cilindrico per turbogeneratori e le turbine a vapore di alta qualità, di cui iniziò. Si aprì da allora al nuovo grande settore produttivo della costruzione di turbogruppi a vapore, che portò alla sua trasformazione in colosso industriale.
Nel periodo 1904/05 l'azienda concorrente AEG acquisì una maggioranza del capitale, ma gli attriti sorti tra i due gruppi determinarono il ritiro della stessa già nel 1915; da allora il capitale azionario della BBC risultò largamente frazionato. Nel 1910 la BBC era la più grande azienda metalmeccanica della Svizzera e il più grande costruttore di reti elettriche.

### Dopo la prima guerra mondiale
Nel 1919 la crisi del periodo tra le due guerre frenarono temporaneamente lo sviluppo del gruppo; esse furono all'origine di numerosi licenziamenti, ma anche di risanamenti ottenuti attraverso la svalutazione del capitale nel 1924, anno in cui morì Brown, che nel 1911 si era ritirato a vita privata.
Nel 1931 il capitale BBC fu acquisito dalla società americana Allis-Chalmers e nel 1938 vi fu un nuovo frazionamento del capitale.
Nel 1939 fu commercializzata il primo gruppo turbogas, ideato da Adolf Meyer e Claude Seippel.

### Secondo dopoguerra: fusioni e cessazione del marchio
I tecnici BBC svilupparono nel 1956 il Reattore nucleare modulare pebble bed per centrale nucleare con la collaborazione di Rudolf Schulten.
Nel 1967 avviene la fusione tra la BBC e la Maschinenfabrik Oerlikon (MFO) e nel 1969 la fusione con la Société Anonyme des Ateliers de Sécheron, per la costruzione di treni.
All'inizio del 1988 BBC si fuse con l'ASEA per formare l'ABB.

## Dati societari
Nel 1965 la BBC fatturava 1,308 Miliardi DM, contando 38.000 dipendenti.
Nel 1987 il gruppo contava 159 società in cinque continenti; nel corso degli ultimi decenni rivalità tra la casa madre di Baden e la consociata di Mannheim risultarono negative.